# ベラ・コミソワ
ベラ・コミソワ (ロシア語: Вера Яковлевна Комисова、1953年6月11日 - )は、ソビエト連邦レニングラード出身の元陸上競技選手。100mハードルが専門の選手で、1980年モスクワオリンピックでは100mハードルで12.56秒のオリンピック記録（当時）で金メダルを獲得した。さらに4×100mリレーでも、ソ連チームの第1走として銀メダルの獲得に貢献した。

## 記録
- 100mハードル - 12.39秒 (1980年8月5日)

## 主な実績
| 年   | 大会             | 場所                     | 種目         | 結果 | 記録    |
| ---- | ---------------- | ------------------------ | ------------ | ---- | ------- |
| 1979 | ユニバーシアード | メキシコシティ(メキシコ) | 100mハードル | 3位  | 12.90秒 |
| 1980 | オリンピック     | モスクワ(ソビエト連邦)   | 100mハードル | 1位  | 12.56秒 |
| 1980 | オリンピック     | モスクワ(ソビエト連邦)   | 4×100mリレー | 2位  | 42.10秒 |